# Mirnyj
För andra betydelser, se Mirnyj (olika betydelser).

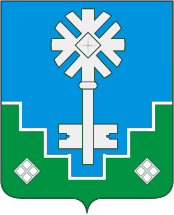
Stadens vapen.

Stadens flagga

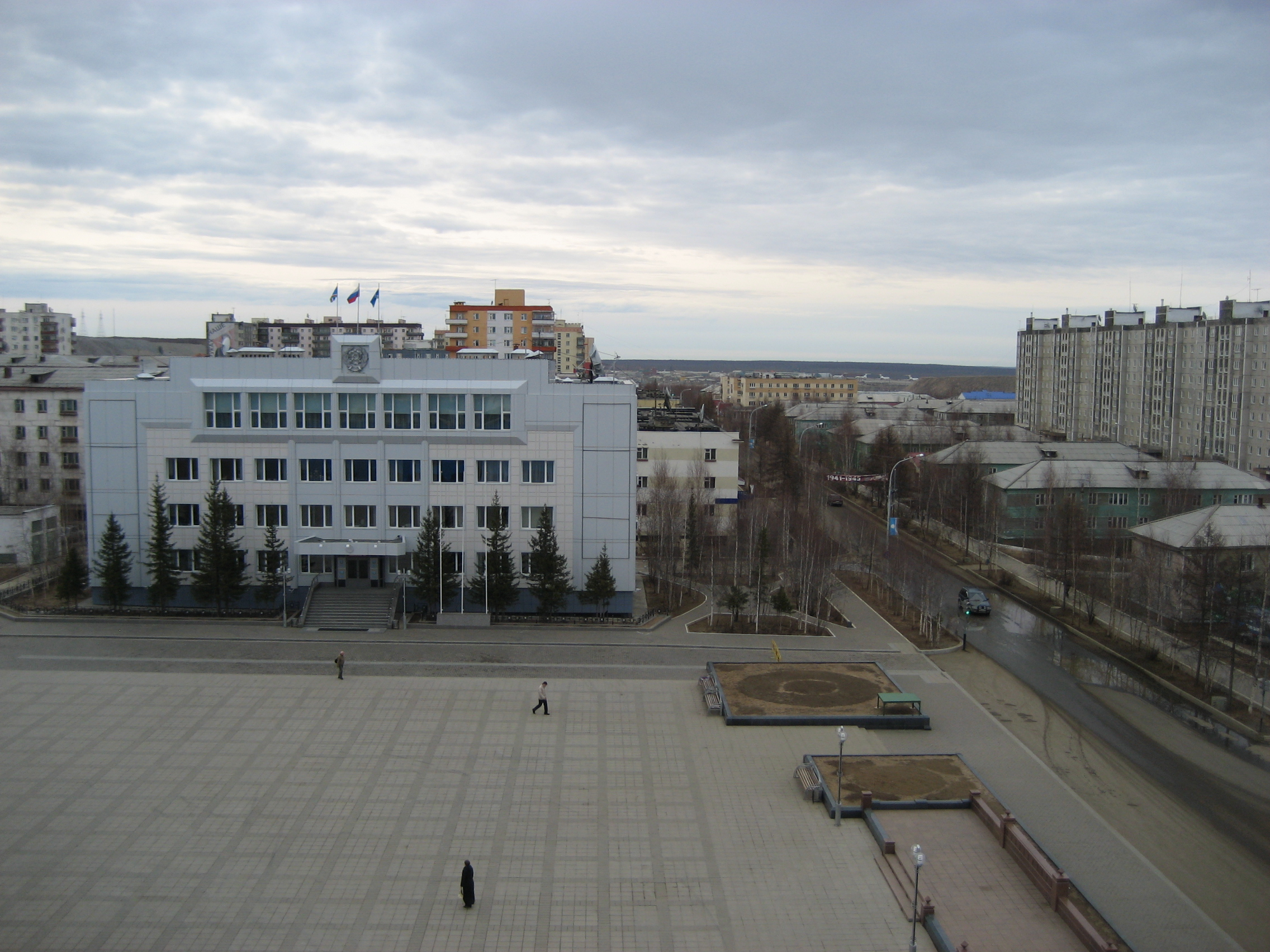
Mirnyjs centrala torg

Mirnyj (ryska Ми́рный) är en rysk stad i Sacha, Sibirien. Befolkningen uppgick till 34 354 invånare i början av 2015. I stadens utkant finns världens näst största dagbrott som ett resultat av brytning av diamanter. Dagbrottet är cirka 525 meter djupt och cirka 1 250 meter i diameter.